# Juan de Espinosa (compositor)
Juan de Espinosa (fl. 1479-1528) fue un teórico de la música, compositor y maestro de música español.

## Vida
Es extremadamente poco lo que se sabe de su vida. Por una parte, su nombre era relativamente común, por lo que es difícil distinguir los «Juan de Espinosa» mencionados, por otra, se ha perdido gran parte de la documentación por la edad. Lo que se sabe sobre su vida proviene de la información conservada en sus propias obras. Tampoco se sabe cuál fue su relación con otros músicos de la época con el apellido Espinosa, como Cristóbal de Espinosa, cantor real y candidato al magisterio de Toledo, o Pedro de Espinosa, cantor de la Capilla Real Aragonesa.
Las primeras noticias que se tienen de él son de 1479 y 1481 cuando aparece como «ministril de Su Senyoría» en el registro de la chancillería de Aragón.
Posteriormente estuvo al servicio del arzobispo de Toledo (1483–95), Pedro González de Mendoza, y del arzobispo de Sevilla (d. 1502), Diego Hurtado de Mendoza, lo que aparece en su Tractado de principios (Toledo, 1520).
Las siguientes noticias que se tienen de él son de diciembre de 1507, cuando aparece como «maestro de música» en la Catedral de Toledo con un salario anual de 10 000 maravedís, cargo en el que sucedió a Pedro Lagarto. Es posible que hubiese sido cantor en la capilla de música anteriormente, sin que apareciese en la actas capitulares. Un año más tarde era uno de los ocho cantores prebendados de la catedral y aparece como «contrabajo». Su nombre se encuentra en las actas de forma intermitente. Al parecer fue sustituido en su cargo por Pedro Juan Aldomar, en 1509-1510, y por Francisco de Lugones entre 1509 y 1512. En verano de 1513 tuvo una discusión con el cabildo, por la que finalmente solo retuvo su cargo de cantor. En el invierno de 1514-15 se tomó licencia y no vuelva a aparecer en las actas hasta 1528, cuando el cabildo toledano le buscó un sustituto en el cargo, que sería para Pedro de Montemayor.
En 1520 se presentaba como racionero de Toledo y arcipreste de Santa Olalla, lo que quizás indica un desplazamiento de sus prioridades del canto al arciprestazgo. El arciprestazgo de Santa Olalla estaba compuesto por 28 parroquias y excedía los límites del señorío de Santa Olalla.
Ya mucho después, aparece en Vergel de la música (1570) de Tapia Numantino y en El melopeo y maestro (1613) de Pedro Cerone, como canónigo de la Catedral de Burgos, aunque José M. Llorens afirma que no se trata de la misma persona, sino que el cargo era de Pedro de Espinosa.

## Obra

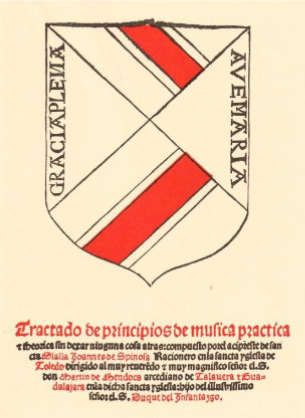
Tractado de principios de música practica y teórica sin dejar ninguna cosa atrás (1520)

Se conoce tres tratados de música de Espinosa. El primero, Retractaciones de los errores y falsedades que escribió Gonzalo Martínez de Bizcargui en su Arte de Canto llano (Toledo, 1514) fue el primero e inició una polémica con el mencionado Gonzalo Martínez de Bizcargui, maestro de capilla de la Catedral de Burgos y seguidor de Bartolomé Ramos de Pareja. Espinosa quizás sea más conocido por esta polémica con Bizcargui que por sus escritos teóricos posteriores. Retractaciones se publicó a petición del obispo de Salamanca, Francisco de Bobadilla, seis años después de la publicación de la obra de Bizcargui. Espinosa defiende una doctrina muy tradicional de la música eclesiástica, en la línea de Boecio, Gafurio o Podio. Atacó a las nuevas ideas de Bizcargui, sobre todo en el tema de los temperamentos, y le acusó de propagar herejías. Bizcargui respondió con un nuevo folleto.
El segundo de los escritos de Espinosa, también publicado con la idea de rebatir a su contrincante, fue el Tractado de principios de música práctica e theórica sin dexar ninguna cosa atrás. Mucho más extensa que la anterior, expone en 63 capítulos las teorías tradicionales de la música.
Su última obra es el Tratado breve de principios de canto llano (Toledo, 1520), un resumen del libro anterior para facilitar su estudio. Espinos, a pesar de su posición conservadora, fue nombrado en diversos escritos posteriores, como los de Tapia y Cerone, mencionados más arriba, pero también en Arte breve y compendiosa de canto llano de Andrés de Monserrate o Arte del canto llano de Antonio Martín y Coll.
Se suelen atribuir dos canciones del Cancionero de Palacio a Juan de Espinosa:
- Enemiga le soy a tres voces; basada en un estribillo popular, la música es silábica y homofónica, en un estilo similar al de Juan del Encina.
- De vosotros é mansilla a cuatro voces, más elaborada, trata de los ojos de la enamorada.